# Евионити
Евионитите (на старогръцки: Ἐβιωναῖοι; от иврит: אביונים, „бедняци“) са юдеохристиянско течение в ранното християнство. Те приемат Иисус от Назарет за Месия, но отхвърлят неговата божественост и поддържат продължаването на еврейските закони и ритуали. Евионитите използват свое собствено евангелие, почитат апостол Иаков и отхвърлят апостол Павел като отстъпник.